# 楊厝永安宮
楊厝永安宮，位於臺灣雲林縣麥寮鄉楊厝社區內，簡稱永安宮，原名永極宮，於1991年動土，在1992年完工。

## 歷史
現在之廟地，以前是全莊公堀（公池），當時部落(現楊厝社區)僅約近十戶人家，後由蔡棕管理，每年放養一些幼魚，到了農曆十月初一便全村合力捕魚，以抽籤方式讓每人都帶魚回去，以備初三開漳聖王之聖誕祭祀及請客用。
到了1970年代末池水之缺乏，加上人們生活習性改變，況且魚池內因有家庭廢水，使魚兒無法生活，村莊全體決議將其填平，至民國七十五年(西元1986年)，經省政府核准列為77年度新發展社區，於民國76年(西元1987年)開始規畫工作，於民國77年(西元1988年)完成。
在建構社區之時，便有興建廟宇之構想，於是在社區完成後之翌年即開始著手辦理廟宇之事。當時因村莊內之人們都以務農為主，且不到百餘人，因此仰賴各地信眾捐錢方式來籌錢。廟宇於民國80年(西元1991年)農曆8月18日動土，在民國81年(西元1992年)完成大部結構，並在民國81年(西元1992年)農曆8月18日將神像入火安座，供信眾祭祀。
當時此廟宇名稱為永極宮，後改名為永安宮。

## 現況
廟宇設有管理委員會，並有義工打掃清潔維護環境之整潔，並於每年農曆10月2，3日開漳聖王聖誕舉辦活動。

## 供奉神祇
- 開漳聖王
- 朱府千歲
- 吳府千歲
- 太子爺
- 註生娘娘
- 福德正神
- 虎爺

## 外部連結
- 楊厝永安宮開漳聖王